# ダイワロイネットホテル仙台
ダイワロイネットホテル仙台（ダイワロイネットホテルせんだい、Daiwa Roynet Hotel Sendai）とは宮城県仙台市宮城野区榴岡にあるダイワロイネットホテルズのホテルである。2010年8月開業。

## 概要
仙台農業協同組合ビル（のちの仙台ヨドバシビル）があった跡地の南側に建設された。建築面積1,644㎡、延べ床面積9,163㎡、3階から12階まで客室数270室、407名収容。
2009年から2010年にかけての仙台市内のホテル競争激化を象徴したホテルと言ってもよい。また、宮城県の中心駅である仙台駅からのアクセスが非常にいいのが特徴。

## 客室
- モデレートシングルルーム
- ビジネスルーム
- レディースルーム
- デラックスシングルルーム
- モデレートダブルルーム
- グランドデラックスダブルルーム
- デラックスツインルーム
- グランドデラックスツインルーム
- ユニバーサルルーム

## 設備
- セブンイレブン仙台駅東口
- 牛タン焼専門店 「司」
- こちらまる特漁業部仙台駅東口店
- 月あかり

## アクセス
- 鉄道
  - JR仙台駅東口徒歩2分。
- 自動車
  - 仙台東部道路、仙台東ICから、約20分。
  - 東北道、仙台宮城ICから、約20分。